# Steinbach (Schmerach)
Der Steinbach ist ein etwa 2 km langer Bach im Gebiet der Kleinstadt Ilshofen des Landkreises Schwäbisch Hall im nordöstlichen Baden-Württemberg, der nahe dem Weiler Steinbächle des Ilshofener Stadtteils Unteraspach von rechts und Nordosten in der mittleren Schmerachklinge in die untere Schmerach mündet.

## Geographie

### Verlauf
Der längstenteils grabenförmige Lauf des Steinbachs beginnt ungefähr 150 Meter westlich der K 2668 von Oberaspach im Süden zur Lerchenmühle im Norden auf etwa 432 m ü. NHN zwischen den Feldgewannen Stein und Steinbach und zieht zwischen Feldern durchweg südwestlich bis westlich. Er wird vom Anfang an von einer lückenhaften Baumgalerie begleitet. Er passiert den am rechten Hang stehenden Hauptteil des Weilers Steinbächle in etwa 100 Metern Abstand, einige neuere Landwirtschaftsgebäude ziehen sich bis an den Bach herab. Dann unterquert er die Gemeindestraße nach dem im Südosten und jenseits des linken Randhügels liegenden Oberaspach. Nach etwa drei Viertel des Laufes erreicht er den Rand des Waldes um die Schmerachklinge und tritt darin in seine eigene steile Unterlaufklinge ein. Aus ihr mündet er auf etwa 347 m ü. NHN von links in die untere Schmerach. Auf der Hochfläche des steil abfallenden Sporns zwischen den beiden Bächen liegt das Gelände der kaum mehr erkennbaren Burgruine Klingenfels.
Der Steinbach mündet nach einem 1,9 km langen Lauf mit mittleren Sohlgefälle etwa 85 Höhenmeter unterhalb seines Grabenanfangs. Vom Gesamtgefälle entfallen etwa drei Viertel auf das letzte Laufviertel in der Klinge. Er hat keine wesentlichen Zuflüsse.

### Einzugsgebiet
Der Steinbach hat ein etwa 1,2 km² großes Einzugsgebiet, das naturräumlich gesehen im Unterraum Haller Ebene der Hohenloher und Haller Ebene liegt. Sein mit etwa 443 m ü. NHN höchster Punkt liegt am Nordrand.
Reihum grenzen die Einzugsgebiete der folgenden Nachbargewässer an. Jenseits der nordwestlichen und nördlichen Wasserscheide liegt der Linksbogen der Schmerach in seiner Klinge, ohne dauerhafte Zuflüsse von der Scheide. Im Nordosten entwässert der Grauwiesenbach zuletzt über den Sommerbach weiter oben in die Schmerach. Hinter der gesamten südöstlichen Grenzen laufen der Hohteichbach und ein Zufluss von ihm zur Schmerach weiter abwärts am Lauf.
Der einzige Siedlungsplatz ist der Ilshofener Weiler Steinbächle, der überwiegend innerhalb an der nordwestlichen Wasserscheide sitzt. Eine Siedlung zwischen den Ilshofener Dörfern Oberaspach und Unteraspach hat sich den Hang außerhalb herauf bis fast an die südöstliche Wasserscheide ausgebreitet. Der bei weitem größte Teil des  insgesamt in der Teilgemarkung Unteraspach von Ilshofen liegenden Einzugsgebietes, bis auf die Klinge beidseits des etwa letzten halben Kilometers des Baches, ist eine offene Landschaft mit überwiegend Feldern, im Weichbild von Steinbächle auch einigen Wiesen. Die Klinge ist dann walderfüllt.

## Geologie
Die älteste geologische Schicht, die im Einzugsgebiet ausstreicht, ist der Obere Muschelkalk. Er findet sich erst in der Klinge des unteren Steinbachs. Im viel größeren restlichen Einzugsgebiet ist er von Lettenkeuper (Erfurt-Formation) überdeckt, auf dem im Bereich der höchsten Hügel wiederum in zwei kleinen und einer größeren Insel jüngeres Lösssediment aus quartärer Ablagerung liegt. Der Bachgraben beginnt erst im Lettenkeuper und läuft bis vor der Klinge in einem Schwemmlandband.

## Natur und Schutzgebiete
Der Steinbach ist zuweilen auf langen Abschnitten ohne Durchfluss. In seiner Klinge fällt er über etliche kleine, von Felsplatten gebildete Abstürze. Im zuletzt zwei bis drei Meter breiten Bett liegen zuletzt viel grobkörniger Kies und auch grobe Steinbrocken.
Der Waldantreil des Einzugsgebietes um die Unterlaufklinge gehört zum Landschaftsschutzgebiet Bühlertal zwischen Vellberg und Geislingen mit Nebentälern und angrenzenden Gebieten.

### LUBW
Amtliche Online-Gewässerkarte mit passendem Ausschnitt und den hier benutzten Layern: Lauf und Einzugsgebiet des Steinbachs

Allgemeiner Einstieg ohne Voreinstellungen und Layer: Daten- und Kartendienst der Landesanstalt für Umwelt Baden-Württemberg (LUBW) (Hinweise)
1. 1 2  Höhe nach dem Höhenlinienbild auf dem Hintergrundlayer Topographische Karte.
2. ↑  Höhe nach grauer Beschriftung auf dem Hintergrundlayer Topographische Karte.
3. ↑  Länge nach dem Layer Gewässernetz (AWGN).
4. ↑  Einzugsgebiet abgemessen auf dem Hintergrundlayer Topographische Karte.
5. ↑  Schutzgebiete nach den einschlägigen Layern, Natur teilweise nach dem Layer Biotop.

### Andere Belege
1. ↑  Wolf-Dieter Sick: Geographische Landesaufnahme: Die naturräumlichen Einheiten auf Blatt 162 Rothenburg o. d. Tauber. Bundesanstalt für Landeskunde, Bad Godesberg 1962. → Online-Karte (PDF; 4,7 MB)
2. ↑  Geologie nach den Layern zu Geologische Karte 1:50.000 auf: Mapserver des Landesamtes für Geologie, Rohstoffe und Bergbau (LGRB) (Hinweise)